# Ⲥ
Cette page contient des caractères spéciaux ou non latins. S’ils s’affichent mal (▯, ?, etc.), consultez la page d’aide Unicode.
Ne doit pas être confondu avec la lettre grecque Sigma.
Ⲥ (minuscule : ⲥ), appelé sēmma, est une lettre de l’alphabet copte utilisée dans l’écriture du copte, de l’ancien nubien et du nobiin.

## Représentations informatiques
Le sēmma a été représenté avec les mêmes caractères que le sigma grec jusqu’à la publication d’Unicode 4.1 en mars 2005, à partir de laquelle il est représenté avec des caractères qui lui sont propres. Il peut donc être représenté à l’aide des caractères (Grec et copte, Copte) suivants, :
| lettres   | représentations | chaînes de caractères | points de code | descriptions                   | note               |
| --------- | --------------- | --------------------- | -------------- | ------------------------------ | ------------------ |
| majuscule | Σ               | Σ                     | U+03A3         | lettre majuscule grecque sigma | avant Unicode 4.1  |
| minuscule | σ               | σ                     | U+03C3         | lettre minuscule grecque sigma | avant Unicode 4.1  |
| majuscule | Ⲥ               | Ⲥ                     | U+2CA4         | lettre majuscule copte sima    | depuis Unicode 4.1 |
| minuscule | ⲥ               | ⲥ                     | U+2CA5         | lettre minuscule copte sima    | depuis Unicode 4.1 |